# 日本通運ホールディングス
日本通運ホールディングス(HD)、日通ホールディングス(HD)
→会社名誤り。
→もしかして
- NIPPON EXPRESSホールディングス

ではありませんか？